# Rhipicephalus distinctus
Rhipicephalus distinctus är en fästingart som beskrevs av C.L. Bedford 1932. Rhipicephalus distinctus ingår i släktet Rhipicephalus och familjen hårda fästingar. Inga underarter finns listade i Catalogue of Life.